# Ariamnes II
Ariamnes II (grec antic: Ἀριάμνης, Ariámnēs) era fill del sàtrapa de Capadòcia Datames,al qual va succeir quan va morir assassinat l'any 361 aC.
Va obtenir la confiança del rei de Pèrsia i va conservar el poder fins a la seva mort l'any 350 aC. Va ser el pare del rei Ariarates I i del príncep Olofernes. Diodor de Sicília diu que va governar durant 50 anys, data totalment errònia.